# 西山庙 (顺德)
西山廟位於廣東省佛山順德區大良鳳嶺公園南端，縣東路西端，鄰近鐘樓公園，是區內保存完整的古蹟之一，建於明嘉靖二十年。曾經過多次維修，現在仍然保存清代光緒時期的風格。西山廟供奉著關帝及觀音。